# Johannes Thummerer
Johannes Thummerer (* 17. Dezember 1888 in Marienbad, Österreich-Ungarn; † 31. Oktober 1921 in Leipzig) war ein deutscher Bibliothekar und Schriftsteller.

## Leben

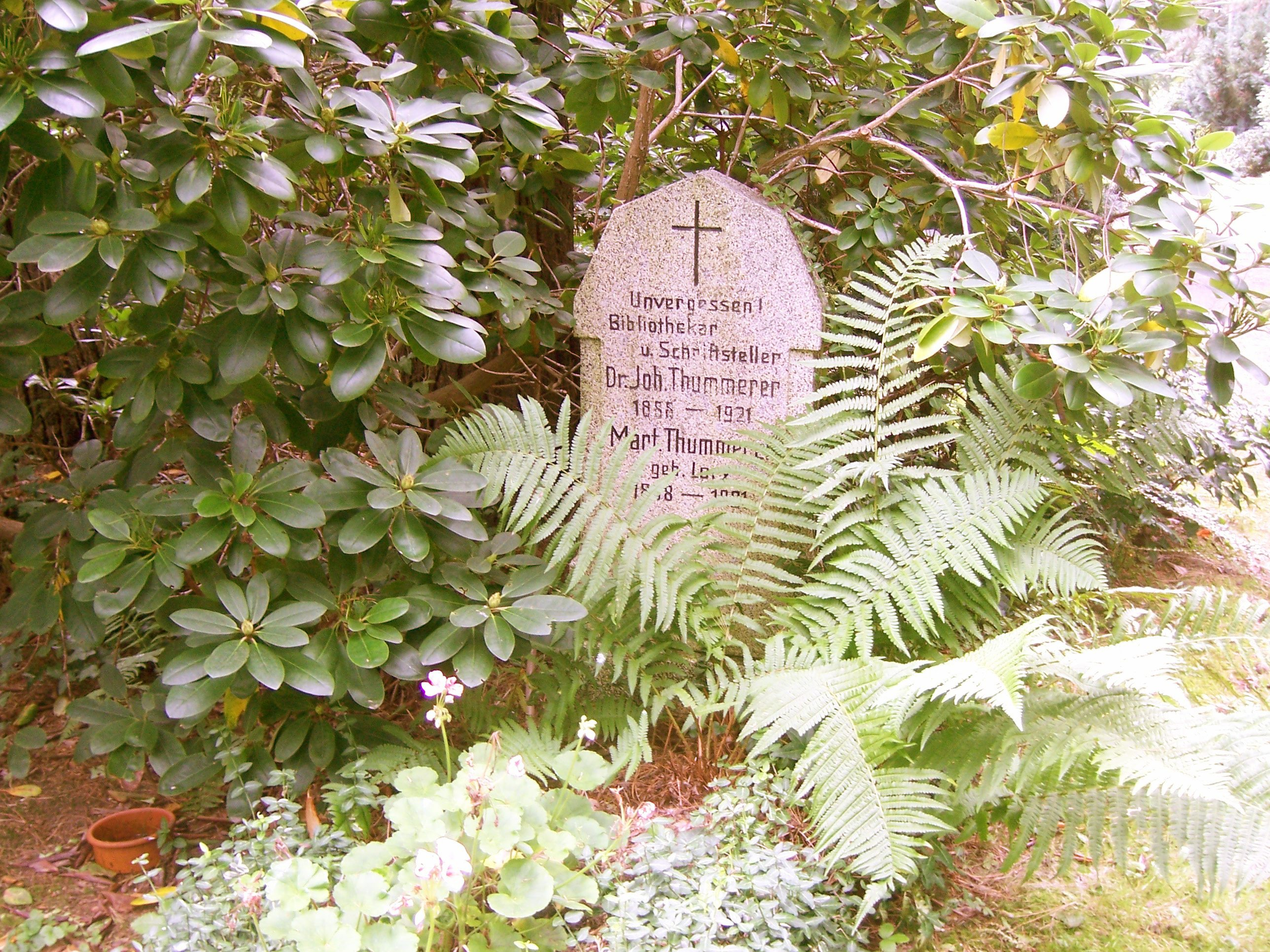
Grabstätte Johannes Thummerer

Thummerer besuchte das Gymnasium in Komotau und immatrikulierte sich anschließend an der Karls-Universität Prag. Sein Studium beendete Thummerer erfolgreich mit einer Promotion zum Dr. phil.
Anschließend bekam Thummerer eine Anstellung als Bibliothekar für das Fürstenhaus Thurn und Taxis auf Schloß Duino bei Triest. Während dieser Tätigkeit lernte er Rainer Maria Rilke kennen, der dort als Gast weilte. Rilkes Werk beeindruckte Thummerer sehr und wurde ihm zum Vorbild.
Später ließ sich Thummerer in Leipzig nieder und wurde Bibliothekar an der Deutschen Bücherei Leipzig. Er heiratete und hatte zwei Töchter, eine Tochter starb als Kleinkind. 
Im Alter von 33 Jahren starb Johannes Thummerer am 31. Oktober 1921 an Tuberkulose, die er sich  während des Ersten Weltkriegs zugezogen hatte. Seine letzte Ruhestätte fand Thummerer zusammen mit seiner Ehefrau auf dem Südfriedhof Leipzig.
Einige Werke blieben zeit seines Lebens unveröffentlicht, u. a. Der Herr aus dem Spiegel, Die schwarze Stadt und Der Scheibenputzer Joachim Janke. Thummerers literarisches Schaffen beginnt im späten Impressionismus; er wird aber, wie sein Kollege Viktor Hadwiger, zu den frühesten Expressionisten gezählt.

## Werke (Auswahl)
- Gerhart Hauptmann. Zu des Dichters 50. Geburtstage (1912)
- Hannerle. Ein Blindenroman (1915)
- Lieb Vaterland magst ruhig sein. Eine bunte Reihe neuer Kriegs- u. Soldatenlieder (1915)
- Das Barbiermädel. Soldatenroman aus Österreich (1916)
- Die tanzende Familie Holderbusch. Ein Volksroman aus Österreich (1918)
- Lebensmittelmarken. In: Börsenblatt für den Deutschen Buchhandel (1917)
- Kriegszeitungen der Korporationen. In: Börsenblatt f d. Deutschen Buchhandel (1917)
- Kriegsbilder-Ausstellung. In: Börsenblatt für den Deutschen Buchhandel (1917)
- Feldzeitungen. In: Börsenblatt für den Deutschen Buchhandel (1918)
- Die naturphilosophisch-romantische Auffassung des Menschen als Vereinigung von *Körper und Geist bei Heinrich Heine (1919)
- Krämer und Seelen. Ein deutscher Großstadtroman (1920)
- Menschen, Städte, Feierklang. Gedichte (1920)
- Rainer Maria Rilke. Festschrift (1921)
- Der letzte Brief des Grafen von B. (1909)